# Мария (съпруга на Иван Владислав)
Вижте пояснителната страница за други личности с името Мария.
Мария е последната българска царица на Първото българско царство, съпруга на цар Иван Владислав.

## Произход
Не са запазени първоизточници, които безспорно да удостоверят родословието на Мария, но са изказани различни хипотези относно нейното потекло.
Според френския историк и генеалог Кристиан Сетипани е възможно тя да е дъщеря на цар Борис II от негова връзка с ромейска благородничка по време на неговото пленничество във Византия. В подкрепа на тази своя теза Сетипани посочва и твърдението на Паисий Хилендарски, че „Мария е гъркиня, дъщеря на магистър“, а е известно, че Борис II след свалянето му от власт от император Йоан I Цимиски получава титлата магистър. Въпреки това Сетипани признава, че позоваването на този късен източник е доста несигурно. Независимо от всичко престижните титли, които Мария и децата ѝ получават след капитулацията пред Василий II през 1018 г., именитите бракове, които потомците ѝ сключват, и като цяло привилегиите, с които са облагодетелствани, според Сетипани говорят в полза на нейното много високо положение като вероятна дъщеря на цар Борис II и следователно чрез него внучка на Ирина Лакапина.
Според някои спорни унгарски източници Мария е дъщеря на бохемския княз Болеслав I от династията на Пршемисловците.

## Българска царица
Предполага се, че Мария е омъжена за Иван Владислав през 90-те години на X век. Двамата имат 11 деца – шест дъщери и петима синове, имената на следните от които са известни.
През 1018 г., когато Иван Владислав загива, Мария оглавява болярската фракция, желаеща капитулацията пред Василий II Българоубиец. След като пристига в Охрид, Василий получава от царицата короните на българските владетели и царската хазна. В замяна царица Мария получава титлата патрикия зости (първа придворна дама) и тя и семейството ѝ са приети в редовете на византийската аристокрация. Важно е да се отбележи, че тази висока титла е една-единствена за цялата империя и по-рано около 1005 г. същата е дадена на самуиловата дъщеря Мирослава, съпруга на Ашот Таронит, което подсказва, че към 1018 г. титлата вече е била овакантена. Действията на царица Мария не са посрещнати с одобрение от живите потомци на цар Самуил. Така например в Хрониката на Йоан Скилица се разказва, че скоро след превземането на Охрид и Преспа, Василий II отишъл в Костур, a „там били доведени при него двете дъщери на Самуил, които щом видели Мария, жената на Йоан, застанала до императора, нахвърлили се върху нея, едва ли не за да я убият. Но императорът успокоил гнева им, като обещал и на тях да даде почести и големи богатства.“
През 1029 г. Мария и най-големият ѝ син Пресиян II организират дворцов заговор, целящ да свали тогавашния император Роман III Аргир. Заговорът е неуспешен, Пресиян е ослепен, а Мария е заточена в манастира „Мантинея“ в тема Вукеларион (Мала Азия).

## Брак и потомство
∞ 90-те години на X век за Йоан Владислав († февруари 1018, Драч), цар на българите от август или септември 1015 до февруари 1018 г., от когото им шест сина и шест дъщери:
- Пресиян II (* 997, Охрид, † 1061, Надмихай), владетел на България
- Алусиан (* XI век, † сл. 1068), стратег на Теодосиополис (дн. Ерзурум), претендент за българския престол
- Аарон (* X век, † XI век), пълководец, катепан на Васпуркан, управител на Иверия, дук на Едеса
- Траян (* ок. 990; † 19 май 1038), княз
- Радомир (* пр. 1019, сл. 1097, Битоля), патриций
- Син
- Екатерина († 1063), императрица на Византия като съпруга на Исак I Комин, от когото има син и дъщеря; монахиня Ксения
- дъщеря, омъжена за Роман Куркуа, ослепен 1026 по обвинение в заговор срещу император Константин VIII
- още четири дъщери

Унгарски източници съобщават и за още един син, Никола, починал през 1011 г. и баща на унгарската принцеса Каталина.